# Konotop
Konotop (ukr. Конотоп, wym. kon̪oˈt̪ɔp) – miasto w północno-wschodniej Ukrainie, w obwodzie sumskim, 250 km od ukraińskiej stolicy, Kijowa i 125 km od Sumów.
Węzeł kolejowy.

## Historia
Miasto znane jest z bitwy pod Konotopem, która rozegrała się tutaj w dniach 7–8 lipca 1659 roku.
W 1913 r. wybudowano cegielnię
W 1933 r. wybudowano fabrykę chleba.

## Gospodarka
W mieście rozwinął się przemysł elektromaszynowy, chemiczny oraz spożywczy.

## Miasta partnerskie
- Mezdra
- Krasnohoriwka
- Rzeszów
- Stargard